# Breccia Crag
Breccia Crag (englisch; polnisch Brekcjowa Turnia) ist ein rund 200 m hoher Felsvorsprung auf King George Island im Archipel der Südlichen Shetlandinseln. Er ragt zwischen der Hervé Cove und der Monsimet Cove am Ufer des Ezcurra-Fjords auf.
Polnische Wissenschaftler benannten ihn 1980 nach den vulkanischen Brekzien, aus denen sich der Vorsprung zusammensetzt.